# Pensione Libano
I Pensione Libano sono un gruppo punk rock italiano formatosi nel 1996 ad Oliveto Lario.

## Storia
Incidono nel 1998 il loro primo demo, con il titolo omonimo del gruppo. Dopo vari concerti incidono con la Tube Records il loro primo album, intitolato Costume rosa (che contiene canzoni come Lei non c'è, Dieci fermate e Flipper), e nel 2001, sempre con la Tube Records, Magicabula.
Nel 2011 hanno pubblicato un terzo album È tutto ok?!.

## Formazione
- Daniele D'Alessandro     chitarra e voce
- Luca Porpora -                 chitarra e voce
- Teo Moon Light -             basso elettrico
- Filippo Sironi                    batteria

## Discografia

### Album studio
•   1996 - Pensione Libano Dove sei?  (CIAO RECORDS)
- 1999 - Costume rosa (Tube Records)
- 2001 - Magicabula (Tube Records)
- 2011 - È tutto ok?!(ZEUS RECORDS)